# Emi Hasegawa
Emi Hasegawa (jap. 長谷川 絵美, Hasegawa Emi; * 8. Mai 1986 in Yuzawa) ist eine ehemalige japanische Skirennläuferin.

## Biografie
Emi Hasegawa begann ihre internationale Karriere im Rahmen eines FIS-Rennens im Riesenslalom auf der Shiga-Hochebene am 25. Dezember 2001. Ihren ersten Sieg feierte sie im Super-G am 15. März 2003 bei einer Station des Alpinen Far East Cups in Shizukuishi, einen Monat später gewann sie im Slalom ebenfalls ihr erstes FIS-Rennen in Nozawa Onsen. Bei den japanischen Meisterschaften 2008 in Shizukuishi und Shigakogen Nishidateyama gewann sie den Wettbewerb im Super-G.
Hasegawa gab ihr Weltcup-Debüt in der Saison 2008/09 am 15. Dezember 2008 im finnischen Levi, schied jedoch im ersten Lauf aus. In den kommenden Jahren nahm sie durchgängig an Wettbewerben im Weltcup, Europacup und an FIS-Rennen teil. Bis 2013 schied sie jedoch bei jedem Weltcuprennen vorzeitig aus. Ihre ersten Weltcuppunkte erreichte sie am 4. Januar 2013 mit einem 23. Platz im Slalom von Zagreb, nachdem sie sich für vier Weltcupwettbewerbe im Monat zuvor nicht qualifizieren konnte.
Bei den Weltmeisterschaften 2013 in Schladming wurde Hasegawa 19. im Riesenslalom, schied aber im zweiten Lauf des Slalom-Wettbewerbs aus. In den folgenden Monaten konnte sie drei Wettbewerbe im Far East Cup sowie ein FIS-Rennen gewinnen. Auch im weiteren Verlauf der Jahre 2014 und 2015 erreichte sie weitere Siege in beiden Wettbewerben sowie im European Cup, konnte sich jedoch nicht mehr für Weltcuprennen qualifizieren bzw. schied im Wettbewerb aus. Bei den Weltmeisterschaften 2015 in Vail/Beaver Creek erreichte sie im Riesenslalom Platz 28 und wurde im Slalom-Wettbewerb 18. In der Saison 2014/15 des Far East Cup entschied sie die Gesamt- und die Slalomwertung für sich.
Hasegawa begann die Saison 2015/16 am 24. Oktober 2015 mit einem 24. Platz beim Riesenslalom-Wettbewerb in Sölden. In der Folge klassierte sie sich öfter in den Punkterängen als in den vergangenen Jahren zusammengezählt. Das beste Weltcupergebnis ihrer Karriere erzielte sie am 6. März 2016 mit Platz 14 im Slalom von Jasná. Nach mehreren Ausfällen im Weltcup konzentrierte sie sich im weiteren Verlauf der Saison 2016/17 auf den Far East Cup, in dem sie mehrere Rennen gewinnen konnte. Ende Januar 2018 konnte sie nochmals in einem Weltcup-Riesenslalom punkten, drei Monate später erklärte sie ihren Rücktritt.

## Erfolge

### Weltmeisterschaften
- Garmisch-Partenkirchen 2011: 41. Riesenslalom
- Schladming 2013: 19. Riesenslalom
- Vail/Beaver Creek 2015: 18. Slalom, 28. Riesenslalom

### Weltcup
- 1 Platzierung unter den besten 15

### Far East Cup
- Saison 2002/03: 5. Gesamtwertung, 1. Super-G-Wertung
- Saison 2004/05: 7. Gesamtwertung, 2. Super-G-Wertung
- Saison 2007/08: 3. Gesamtwertung, 1. Riesenslalomwertung, 4. Slalomwertung
- Saison 2010/11: 8. Gesamtwertung, 2. Kombinationswertung, 3. Super-G-Wertung, 9. Riesenslalomwertung
- Saison 2011/12: 2. Gesamtwertung, 2. Kombinationswertung, 3. Slalomwertung, 4. Super-G-Wertung, 4. Riesenslalomwertung
- Saison 2012/13: 2. Riesenslalomwertung
- Saison 2013/14: 3. Gesamtwertung, 2. Slalomwertung, 4. Riesenslalomwertung, 5. Kombinationswertung, 8. Super-G-Wertung
- Saison 2014/15: Gesamtsiegerin, 1. Slalomwertung, 2. Riesenslalomwertung
- Saison 2015/16: 9. Gesamtwertung, 7. Riesenslalomwertung, 10. Slalomwertung
- Saison 2016/17: 3. Gesamtwertung, 2. Riesenslalomwertung, 8. Slalomwertung
- 55 Podestplätze, davon 33 Siege

### Juniorenweltmeisterschaften
- Québec 2006: 37. Slalom, 38. Riesenslalom, 46. Super-G, 47. Abfahrt

### Weitere Erfolge
- 7 japanische Meistertitel (Super-G 2008, Riesenslalom 2012, 2014 und 2017, Slalom 2012 und 2014, Kombination 2014)
- Europacup: 1 Platzierung unter den besten zehn
- Nor-Am Cup: 4 Platzierungen unter den besten zehn
- 33 Siege in FIS-Rennen